# Mikołaj Kossakowski (zm. 1718)
Mikołaj Kossakowski herbu Ślepowron (zm. w 1718 roku) – chorąży lubelski w latach 1709–1718, łowczy wiski w 1680 roku, miecznik wiski w 1677 roku, chorąży żytomierski w latach 1695–1709.
Jako deputat do pacta conventa był elektorem Augusta II Mocnego z województwa lubelskiego w 1697 roku.. Poseł na sejm 1701 roku i sejm z limity 1701-1702 roku. W styczniu 1702 roku podpisał akt pacyfikacji Wielkiego Księstwa Litewskiego. Był marszałkiem województwa lubelskiego i konsyliarzem województwa sandomierskiego w konfederacji tarnogrodzkiej 1715 roku.